# Beiträge zur Altertumswissenschaft
Beiträge zur Altertumswissenschaft ist der Titel einer altertumswissenschaftlichen Reihe, die seit 1976 beim Georg Olms Verlag in Hildesheim erscheint. Die Beiträge sind größtenteils Dissertationen der Schüler der Göttinger Herausgeber Marianne Bergmann, Carl Joachim Classen, Gustav Adolf Lehmann, Klaus Nickau und Ulrich Schindel. Zu den ehemaligen Herausgebern gehören Jochen Bleicken, Klaus Fittschen, Alfred Heuß, Will Richter und Paul Zanker.

## Liste der Hefte
| Nr. | Autor                | Titel | Jahr | Bemerkungen                |
| --- | -------------------- | --- | ---- | -------------------------- |
| 1   | Wolfram Ax           | Probleme des Sprachstils als Gegenstand der lateinischen Philologie | 1976 | Dissertation von 1974/1975 |
| 2   | Carl Joachim Classen | Die Stadt im Spiegel der Descriptiones und Laudes urbium in der antiken und mittelalterlichen Literatur bis zum Ende des zwölften Jahrhunderts                                   | 1980 |                            |
| 3   | Dirk Meyerhoff       | Traditioneller Stoff und individuelle Gestaltung | 1984 | Dissertation von 1982      |
| 4   | Dagmar Gutberlet     | Die erste Dekade des Livius als Quelle zur gracchischen und sullanischen Zeit | 1985 | Dissertation von 1983      |
| 5   | Johanna Brandt       | Argumentative Struktur in Senecas Tragödien: Eine Untersuchung anhand der „Phaedra“ und des „Agamemnon“                                                                          | 1986 | Dissertation von 1984/1985 |
| 6   | Bernhard Goldmann    | Einheitlichkeit und Eigenständigkeit der Historia Romana des Appian | 1988 | Dissertation von 1985/1986 |
| 7   | Hermann Diehl        | Sulla und seine Zeit im Urteil Ciceros | 1988 | Dissertation von 1987      |
| 8   | Bernhard Tönnies     | Die Amalertradition in den Quellen zur Geschichte der Ostgoten: Untersuchungen zu Cassiodor, Jordanes, Ennodius und den Excerpta Valesiana                                       | 1989 | Dissertation von 1988/1989 |
| 9   | Ingrid Henze         | Der Lehrstuhl für Poesie an der Universität Helmstedt bis zum Tode Heinrich Meiboms des Älteren: Eine Untersuchung zur Rezeption antiker Dichtung im lutherischen Späthumanismus | 1990 | Dissertation von 1988      |
| 10  | Helge Schweckendiek  | Claudians Invektive gegen Eutrop (In Eutropium): Ein Kommentar | 1992 | Dissertation von 1991/1992 |
| 11  | Dietrich Lührs       | Untersuchungen zu den Athetesen Aristarchs in der Ilias und zu ihrer Behandlung im Corpus der exegetischen Scholien                                                              | 1992 | Dissertation von 1991      |
| 12  | Frank Behne          | Heinrich Siber und das Römische Staatsrecht von Theodor Mommsen: Ein Beitrag zur Rezeptionsgeschichte Mommsens im 20. Jahrhundert                                                | 1999 | Dissertation von 1998      |
| 13  | Matthias Hengelbrock | Das Problem des ethischen Fortschritts in Senecas Briefen | 2001 | Dissertation von 2000      |
| 14  | Agnes Hof            | Die römische Außenpolitik vom Ausbruch des Krieges gegen Tarent bis zum Frieden mit Syrakus (281–263 v. Chr.)                                                                    | 2002 | Dissertation von 1996      |
| 15  | Ortwin Knorr         | Verborgene Kunst: Argumentationsstruktur und Buchaufbau in den Satiren des Horaz                                                                                                 | 2004 | Dissertation von 1999      |
| 16  | Bernhard Ahlrichs    | „Prüfstein der Gemüter“: Untersuchungen zu den ethischen Vorstellungen in den Parallelbiographien Plutarchs am Beispiel des „Coriolan“                                           | 2005 | Dissertation von 2003      |